# Nocticola decaryi
Nocticola decaryi är en kackerlacksart som beskrevs av Lucien Chopard 1946. Nocticola decaryi ingår i släktet Nocticola och familjen Nocticolidae.
Artens utbredningsområde är Madagaskar. Inga underarter finns listade i Catalogue of Life.